# Kijowice
Kijowice – wieś w Polsce, położona w województwie dolnośląskim, w powiecie oleśnickim, w gminie Bierutów.

## Podział administracyjny
W latach 1975–1998 miejscowość administracyjnie należała do województwa wrocławskiego.

## Położenie
Kijowice (dawna nazwa: Kijowic) to wieś rozproszona, położona na zachód od Bierutowa. 

## Zabytki
Do wojewódzkiego rejestru zabytków wpisane są:
- cmentarz żydowski, z 1865 r. - z końca XIX wieku
- park wiejski, przy gospodzie, z końca XIX wieku

inne zabytki:

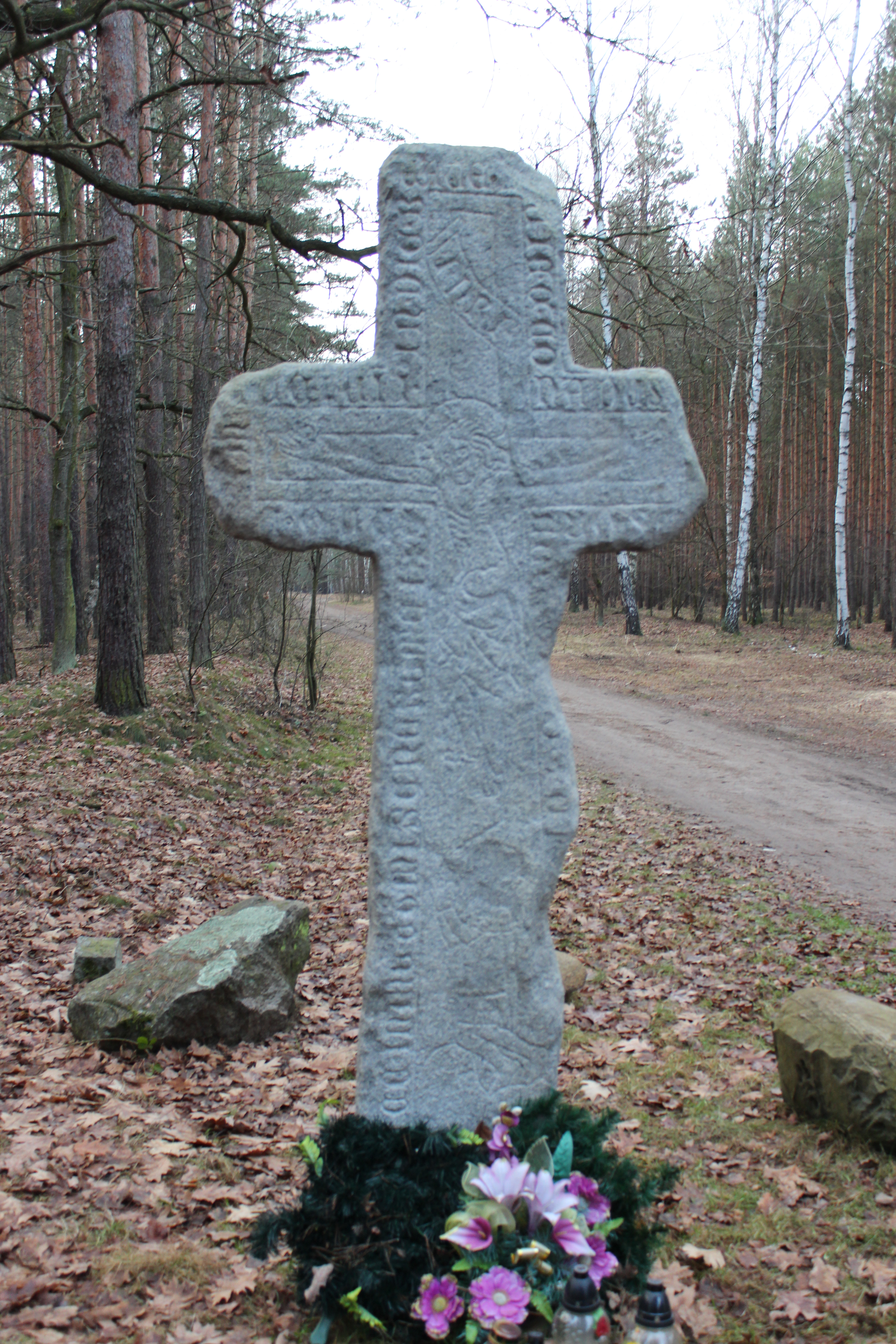
Średniowieczny krzyż kamienny w Kijowicach

- Granitowy krzyż, stojący w lesie na północ od wsi, pochodzący prawdopodobnie z XIV w. Ma 241 cm wysokości, rozpiętość ramion wynosi 109 cm, a grubość 12 cm. Został wykuty z jednolitego głazu granitowego, którego powierzchnię ozdabia ryt przedstawiający Chrystusa na krzyżu i postać modlącą się u jego stóp. Wzdłuż całej krawędzi widoczny jest gotycki napis, zawierający najprawdopodobniej słowa modlitwy "Ojcze nasz". Krzyż z Kijowic odznacza się szczególnie starannym wykonaniem, co wyklucza współczesne legendy o wykonaniu go przez zabójcę. Miejscowa legenda głosi, że fundował go na miejscu bratobójstwa mężczyzna o imieniu Konrad. Kolejna legenda głosi, że jest to tak zwany krzyż pokutny. W rzeczywistości nie wiadomo jakie są przyczyny fundacji tego krzyża, ani też kto jest jego fundatorem. W październiku 2009 krzyż został złamany i pozostał po nim tylko 30-centymetrowy trzon. Uszkodzony krzyż poddano naprawie i wiosną 2011 r., w dotychczasowym swoim kształcie, został ponownie ustawiony na dawnym miejscu.
- kopce morowe - miejsce pochówku ofiar epidemii trawiących przed wiekami okoliczną ludność[5]

## Galeria

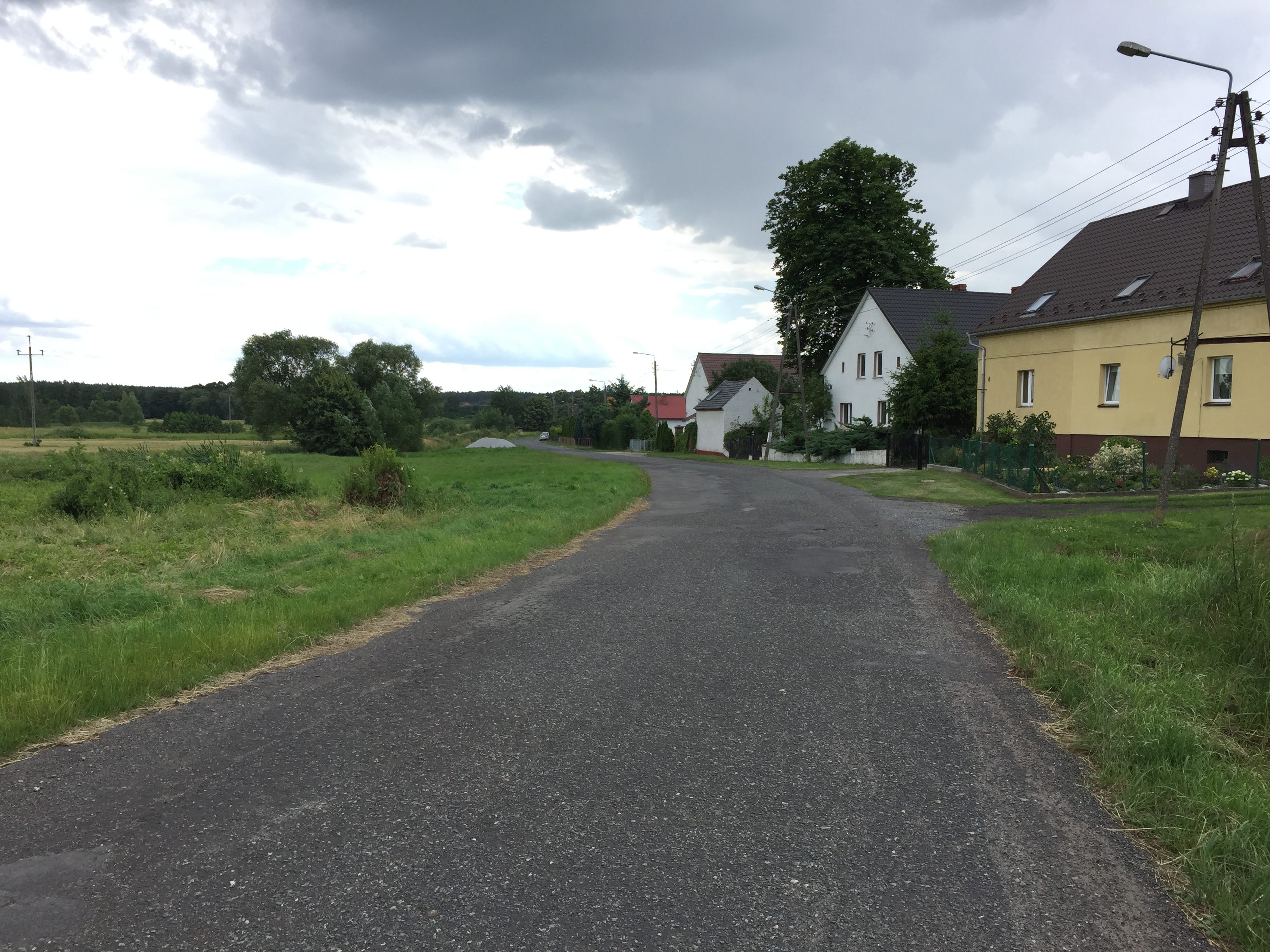
zabudowania wiejskie
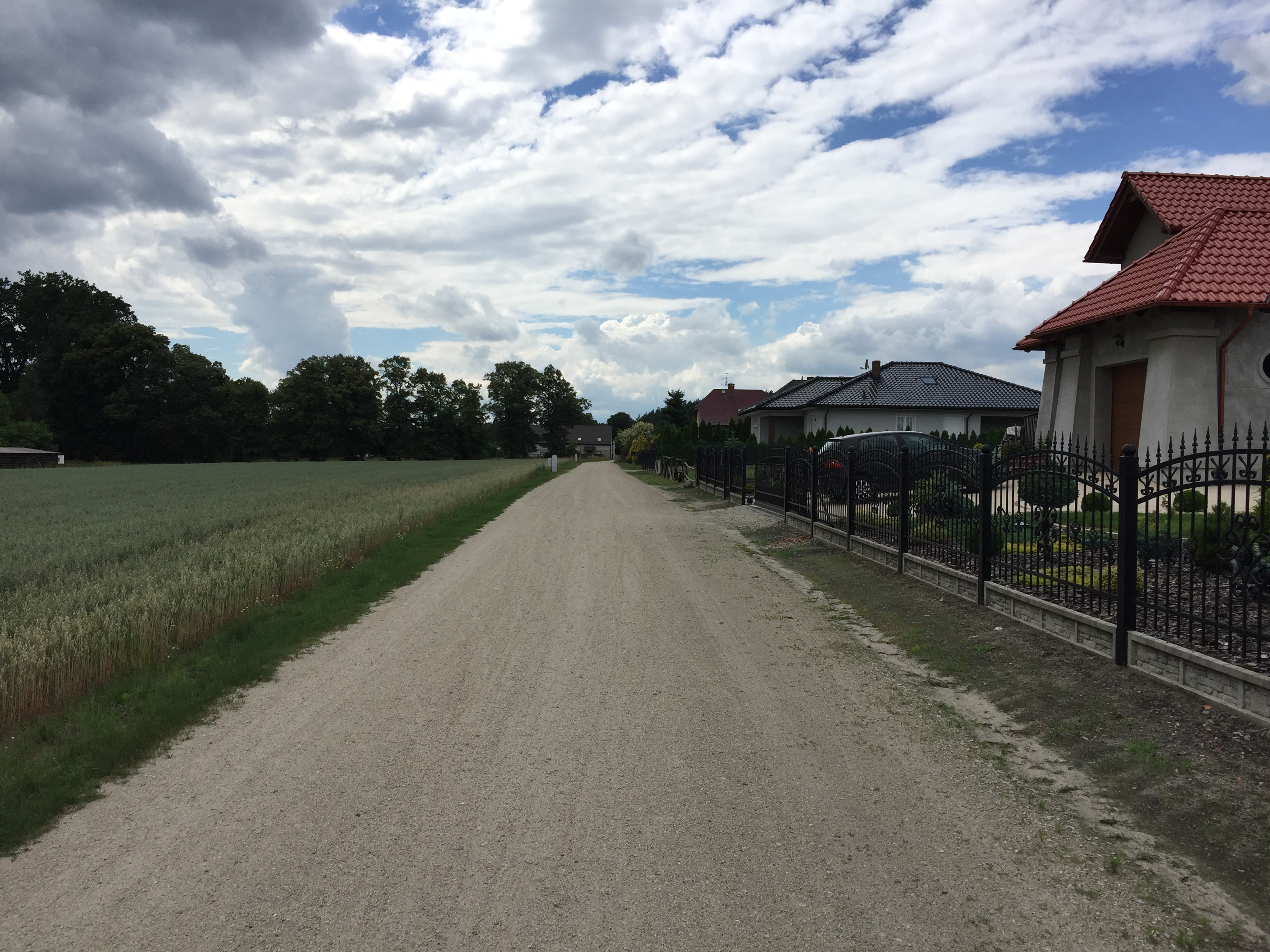
jedna z bocznych dróg (po lewej zabytkowy park dawnej gospody)